# Nicole Livingstone
Nicole Livingstone (n. 24 iunie 1971, Melbourne, Victoria, Australia) este o înotătoare australiană, medaliată olimpică. A participat la 3 ediții ale Jocurilor Olimpice (1988, 1992, 1996) în care a câștigat o medalie de argint și o medalie de bronz.